# Veljko Basić
Veljko Basić est un joueur puis entraîneur franco-serbe de volley-ball, né le 3 octobre 1959 en Bosnie-Herzégovine. Il mesure 1,90 m et jouait réceptionneur-attaquant. Il totalise 200 sélections en équipe nationale de Yougoslavie.

## Clubs

### Joueur
| Club                  | Pays        | De        | À         |
| --------------------- | ----------- | --------- | --------- |
| Mladost Zagreb        | Yougoslavie | 1980-1981 | 1986-1987 |
| Mulhouse              | France      | 1987-1988 | 1987-1988 |
| Rennes Étudiants Club | France      | 1988-1989 | 1996-1997 |

### Entraîneur
| Club                  | Pays    | De        | À          | Qualité           |
| Rennes Étudiants Club | France  | 1993-1994 | 1996-1997  | Entraîneur-joueur |
| Rennes Étudiants Club | France  | 1997-1998 | 2004-2005  | Principal         |
| Paris Volley          | France  | 2005-2006 | 2005-2006  | Principal         |
| Tours Volley-Ball     | France  | 2006-2007 | 2008 (jan) | Principal         |
| Tunisie               | Tunisie | 2008-2009 | 2009-2010  | Principal         |
| Turquie               | Turquie | 2010-2011 | 2012-2013  | Principal         |
| Espérance de Tunis    | Tunisie | 2014-2015 |            | Principal         |

## Palmarès

### Joueur
- Ligue des champions
  - Finaliste : 1984, 1985

- Championnat de Yougoslavie (6)
  - Champion : 1981, 1982, 1983, 1984, 1985, 1986
- Coupe de Yougoslavie (6)
  - Vainqueur : 1981, 1983, 1984, 1985, 1986, 1988

### Entraîneur
- Ligue des champions
  - Finaliste : 2007
- Championnat de France (1)
  - Champion : 2006
- Supercoupe de France
  - Perdant : 2006